# Aquadiscula
Aquadiscula — рід грибів родини Helotiaceae. Назва вперше опублікована 1985 року.

## Класифікація
До роду Aquadiscula відносять 2 види:
- Aquadiscula appendiculata
- Aquadiscula clavispora